# Martha Wells
Martha Wells, född 1 september 1964 i Fort Worth i Texas, är en amerikansk science fiction- och fantasyförfattare. Hon har publicerat ett antal fantasyromaner, ungdomsromaner, noveller och essäer om fantasy- och science fiction-relaterade ämnen. Hennes romaner har översatts till tolv språk.
Wells har vunnit ett antal litterära priser för sin science fiction-serie The Murderbot Diaries, som också filmatiserats av strömningstjänsten Apple+.
Hon är också känd för sina fantasyserier Ile-Rien och The Books of the Raksura. Wells hyllas för de komplexa, realistiskt detaljerade samhällen hon skapar; detta tillskrivs ofta hennes akademiska bakgrund inom antropologi.

## Biografi
Martha Wells har en examen i antropologi från Texas A&M University. Hon bor i College Station i Texas med sin man. Hon var involverad i SF/F-fandom på universitetet och var ordförande för AggieCon 17.

### Karriär
Som blivande författare deltog Wells i många lokala skrivarworkshoppar på olika SF-kongresser, inklusive Turkey City Writer's Workshop som leddes av Bruce Sterling. Hon har också lett liknande arrangemang på ArmadilloCon, WorldCon, ApolloCon och Writespace Houston,  och var workshopgäst på FenCon 2018. 
Hennes första publicerade roman, The Element of Fire (1993), nominerades till det årets Compton Crook Award samt till 1994 års William Crawford Award. Hennes andra roman var City of Bones (1995). Hennes tredje roman, The Death of the Necromancer (1998), nominerades till Nebulapriset. The Element of Fire och The Death of the Necromancer är fristående romaner som utspelar sig i landet Ile-Rien, som också är platsen för Ile-Riens fall-trilogin: The Wizard Hunters (2003), The Ships of Air (2004) och The Gate of Gods (2005). Hennes fjärde roman var en fristående fantasyhistoria med namnet Wheel of the Infinite. 2006 släppte hon en reviderad upplaga av The Element of Fire.
Hon har skrivit romaner om tv-serier. Detta inkluderar Reliquary and Entanglement som utspelar sig i Stargate Atlantis universum; "Archaeology 101", en novell baserad på Stargate SG-1 för nummer 8 (jan/feb 2006) av Stargate Magazine; och en Star Wars-roman, Empire and Rebellion: Razor's Edge. 
Hennes fantasynoveller inkluderar "The Potter's Daughter", i antologin Elemental (2006), som var del av Årets bästa fantasy #7 (2007). Den här historien innehåller en av huvudrollsfigurerna från The Element of Fire. Tre prequel-noveller till Fall of Ile-Rien-trilogin publicerades i Black Gate Magazine under 2007 och 2008.
Wells längsta fantasyserie är The Books of the Raksura, som inkluderat fem romaner och två korta novellsamlingar utgivna av Night Shade Books: The Cloud Roads (2011), The Serpent Sea (2012), The Siren Depths (2012), Stories of the Raksura Vol 1: The Falling World & The Tale of Indigo and Cloud (2014), Stories of the Raksura Vol 2: The Dead City & The Dark Earth Below (2015), The Edge of Worlds (2016) och The Harbors of the Sun (2017). Serien nominerades 2018 till Hugopriset för bästa serie.
Hon har skrivit två fantasyromaner för unga vuxna – Emilie and the Hollow World och Emilie and the Sky World, utgivna av Angry Robot/Strange Chemistry 2013 och 2014.
Wells var toastmaster för World Fantasy Convention 2017. Där höll hon ett tal kallat "Unbury the Future", om marginaliserade skapare genom science fiction- och fantasy-historien, i filmer och andra medier, och det avsiktliga förtrycket av dessa skapares existens. Talet blev väl emottaget och skapade en hel del diskussion.
Under 2018 ledde Wells berättelseteamet och var huvudskribent för den nya Dominaria-expansionen av kortspelet Magic: The Gathering.
I juni 2023 var Wells en av hedergästerna på den paneuropeiska sf/f-kongressen Eurocon 2023 i Uppsala.
Hennes The Murderbot Diaries har fått många priser, inklusive fyra Hugopriser, två Nebulapriser och tre Locuspriser. 
2025 började streamingserien Murderbot med Alexander Skarsgård i huvudrollen sändas på Apple+. Första säsongen baseras huvudsakligen på första boken, kortromanen All Systems Red. Serien förnyades för en andra säsong juli 2025.

### Ile-Rien
- "The Potter's Daughter" (novell från 2006, Elemental: the Tsunami Relief Anthology, ISBN 0-7653-1562-9, Årets bästa fantasy #7 ISBN 978-1-892391-50-6)
- The Element of Fire (1993, ISBN 0-312-85374-2; reviderad utgåva 2006, ISBN 0-615-13571-4)
- "Night at the Opera" (2015, i samlingen Between Worlds: the Collected Cineth and Ile-Rien Stories och PodCastle-episod 400)
- Necromancerns död (1998, ISBN 0-380-97334-0)
- The Fall of Ile-Rien-trilogin:
  - The Wizard Hunters (2003, ISBN 0-380-97788-5)
  - The Ships of Air (2004, ISBN 0-380-97789-3)
  - The Gate of Gods (2005, ISBN 0-380-97790-7)

### Books of the Raksura
- The Cloud Roads (2011, ISBN 978-1-59780-216-1)
- The Serpent Sea (2012, ISBN 978-1-59780-332-8)
- The Siren Depths (2012, ISBN 978-1-59780-440-0)
- Stories of the Raksura Vol 1: The Falling World & The Tale of Indigo and Cloud (2014, ISBN 978-159780-535-3)
- Stories of the Raksura Vol 2: The Dead City & The Dark Earth Below (2015, ISBN 978-159780-537-7)
- The Edge of Worlds (2016, ISBN 978-1-59780-843-9)
- The Harbors of the Sun (2017, ISBN 978-1-59780-891-0)

### Emilie
Fantasy för unga vuxna
- Emilie and the Hollow World (2013)
- Emilie and the Sky World (2014)

### Star Wars
- Empire and Rebellion: Razor's Edge (2013, ISBN 978-0-345-54524-4)

### Stargate
- Reliquary (2006, Stargate Atlantis-roman, ISBN 0-9547343-7-8)
- Entanglement (2007, Stargate Atlantis--roman, ISBN 1-905586-03-5)
- "Archaeology 101" (2006, Stargate SG-1-novell, Stargate Magazine)

### The Murderbot Diaries
- All Systems Red (2017, Tor.com-novell, ISBN 978-076539-753-9)[31][32][33]
- Artificial Condition (2018, Tor.com-kortroman, ISBN 978-12501-869-28)
- Rogue Protocol (2018, Tor.com-roman, ISBN 978-12501-917-86)
- Exit Strategy (2018, Tor.com-roman, ISBN 978-12501-918-54)
- "Compulsory" (2018, Wired-novell)
- "Home: Habitat, Range, Niche, Territory" (2020 Tor.com-novell)
- Network Effect (2020, Tor.com-roman, ISBN 978-1-250-22986-1)
- Fugitive Telemetry (2021, Tor.com-novell, ISBN 978-1250765376)